# اف‌اکس‌سی‌ام
اف‌اکس‌سی‌ام (انگلیسی: FXCM) شرکت خدمات مالی آمریکایی است، که در سال ۱۹۹۹ تأسیس شد.